# AHL 1988/89
Die Saison 1988/89 war die 53. reguläre Saison der American Hockey League (AHL). Während der regulären Saison bestritten die 14 Teams der Liga jeweils 80 Begegnungen. Die jeweils vier besten Mannschaften der North Division und der South Division spielten anschließend in einer Play-off-Runde um den Calder Cup.

## Teamänderungen
Folgende Änderungen wurden vor Beginn der Saison vorgenommen:
- Die Fredericton Express wurden nach Halifax, Nova Scotia, umgesiedelt und spielten fortan unter dem Namen Halifax Citadels
- Die Nova Scotia Oilers wurden nach Sydney, Nova Scotia, umgesiedelt und spielten fortan unter dem Namen Cape Breton Oilers

## Reguläre Saison

### Abschlusstabellen
Abkürzungen: GP = Spiele, W = Siege, L = Niederlagen, OTL = Niederlage nach Overtime, SOL = Niederlage nach Shootout, GF = Erzielte Tore, GA = Gegentore, Pts = Punkte

Erläuterungen: In Klammern befindet sich die Platzierung innerhalb der Conference;       = Playoff-Qualifikation,       = Division-Sieger,       = Conference-Sieger

#### Reguläre Saison
| North Division       | GP | W  | L  | T  | GF  | GA  | Pts |
| -------------------- | -- | -- | -- | -- | --- | --- | --- |
| Sherbrooke Canadiens | 80 | 47 | 24 | 9  | 348 | 261 | 103 |
| Halifax Citadels     | 80 | 42 | 30 | 8  | 345 | 300 | 92  |
| Moncton Hawks        | 80 | 37 | 34 | 9  | 320 | 313 | 83  |
| New Haven Nighthawks | 80 | 35 | 35 | 10 | 325 | 309 | 80  |
| Maine Mariners       | 80 | 32 | 40 | 8  | 262 | 317 | 72  |
| Springfield Indians  | 80 | 32 | 44 | 4  | 287 | 341 | 68  |
| Cape Breton Oilers   | 80 | 27 | 47 | 6  | 308 | 388 | 60  |

| South Division       | GP | W  | L  | T  | GF  | GA  | Pts |
| -------------------- | -- | -- | -- | -- | --- | --- | --- |
| Adirondack Red Wings | 80 | 47 | 27 | 6  | 369 | 294 | 100 |
| Hershey Bears        | 80 | 40 | 30 | 10 | 361 | 309 | 90  |
| Utica Devils         | 80 | 37 | 34 | 9  | 309 | 295 | 83  |
| Newmarket Saints     | 80 | 38 | 36 | 6  | 339 | 334 | 82  |
| Rochester Americans  | 80 | 38 | 37 | 5  | 305 | 302 | 81  |
| Baltimore Skipjacks  | 80 | 30 | 46 | 4  | 317 | 347 | 64  |
| Binghamton Whalers   | 80 | 28 | 46 | 6  | 307 | 392 | 62  |

### Beste Scorer
Abkürzungen: GP = Spiele, G = Tore, A = Assists, Pts = Punkte, +/- = Plus/Minus, PIM = Strafminuten; Fett: Saisonbestwert
| Spieler         | Team                 | GP | G  | A  | Pts | PIM |
| --------------- | -------------------- | -- | -- | -- | --- | --- |
| Stéphan Lebeau  | Sherbrooke Canadiens | 78 | 70 | 64 | 134 | 47  |
| Murray Eaves    | Adirondack Red Wings | 80 | 46 | 72 | 118 | 84  |
| Benoît Brunet   | Sherbrooke Canadiens | 73 | 41 | 76 | 117 | 95  |
| Mike Richard    | Baltimore Skipjacks  | 80 | 44 | 63 | 107 | 51  |
| Don Biggs       | Hershey Bears        | 76 | 36 | 67 | 103 | 158 |
| Terry Yake      | Binghamton Whalers   | 75 | 39 | 56 | 95  | 57  |
| Ken Priestlay   | Rochester Americans  | 64 | 56 | 37 | 93  | 60  |
| Hubie McDonough | New Haven Nighthawks | 74 | 37 | 55 | 92  | 41  |
| Ron Wilson      | Moncton Hawks        | 80 | 31 | 61 | 92  | 110 |
| Brian Dobbin    | Hershey Bears        | 59 | 43 | 48 | 91  | 61  |

## Calder-Cup-Playoffs

### Modus
Für die Play-offs qualifizierten sich die jeweils vier besten Mannschaften jeder Division. In den ersten zwei Play-off-Runden wurden die Sieger der jeweiligen Divisions ausgespielt. In Runde drei trafen die beiden Division-Sieger im Finale aufeinander. Alle Play-off-Runden sowie das Finale wurde im Modus Best-of-Seven ausgespielt.

### Playoff-Baum
| Division Halbfinale | Division Halbfinale  | Division Halbfinale  |    |                      | Division Finals | Division Finals | Division Finals |  |  | Calder Cup Finale | Calder Cup Finale | Calder Cup Finale |
|                     |                      |                      |    |                      |                 |                 |                 |  |  |                   |                   |                   |
| N1                  | Sherbrooke Canadiens | 2                    |    |                      |                 |                 |                 |  |  |                   |                   |                   |
| N4                  | New Haven Nighthawks | 4                    |    |                      |                 |                 |                 |  |  |                   |                   |                   |
| N4                  | New Haven Nighthawks | 4                    | N4 | New Haven Nighthawks | 4               |                 |                 |  |  |                   |                   |                   |
| North Division      |                      |                      | N4 | New Haven Nighthawks | 4               |                 |                 |  |  |                   |                   |                   |
|                     | N3                   | Moncton Hawks        | 2  |                      |                 |                 |                 |  |  |                   |                   |                   |
| N2                  | N3                   | Moncton Hawks        | 2  | Halifax Citadels     | 0               |                 |                 |  |  |                   |                   |                   |
| N2                  |                      |                      |    | Halifax Citadels     | 0               |                 |                 |  |  |                   |                   |                   |
| N3                  | Moncton Hawks        | 4                    |    |                      |                 |                 |                 |  |  |                   |                   |                   |
| N3                  | Moncton Hawks        | 4                    | N4 | New Haven Nighthawks | 1               |                 |                 |  |  |                   |                   |                   |
|                     |                      |                      |    | New Haven Nighthawks | 1               |                 |                 |  |  |                   |                   |                   |
|                     | S1                   | Adirondack Red Wings | 4  |                      |                 |                 |                 |  |  |                   |                   |                   |
| S1                  | S1                   | Adirondack Red Wings | 4  | Adirondack Red Wings | 4               |                 |                 |  |  |                   |                   |                   |
| S1                  |                      |                      |    | Adirondack Red Wings | 4               |                 |                 |  |  |                   |                   |                   |
| S4                  | Newmarket Saints     | 1                    |    |                      |                 |                 |                 |  |  |                   |                   |                   |
| S4                  | Newmarket Saints     | 1                    | S1 | Adirondack Red Wings | 4               |                 |                 |  |  |                   |                   |                   |
| South Division      |                      |                      | S1 | Adirondack Red Wings | 4               |                 |                 |  |  |                   |                   |                   |
|                     | S2                   | Hershey Bears        | 3  |                      |                 |                 |                 |  |  |                   |                   |                   |
| S2                  | S2                   | Hershey Bears        | 3  | Hershey Bears        | 4               |                 |                 |  |  |                   |                   |                   |
| S2                  |                      |                      |    | Hershey Bears        | 4               |                 |                 |  |  |                   |                   |                   |
| S3                  | Utica Devils         | 1                    |    |                      |                 |                 |                 |  |  |                   |                   |                   |

### Calder-Cup-Sieger
| Calder-Cup-Sieger Adirondack Red Wings | Torhüter: Tim Cheveldae, Pete Richards, Sam St. Laurent Verteidiger: Serge Anglehart, Bruce Bell, John Blum, Peter Dineen, Rob Doyle, Dave Korol, John Mokosak, Dean Morton, Yves Racine, Dennis Smith Angreifer: Lou Crawford, Murray Eaves, Brent Fedyk, Mike Gober, Adam Graves, Miroslav Ihnačák, Randy McKay, Glenn Merkosky, Joe Murphy, Rob Nichols, Jean-François Sauvé, Daniel Shank Cheftrainer: Bill Dineen General Manager: Neil Smith |

## Vergebene Trophäen

### Mannschaftstrophäen
| Auszeichnung                                                             | Team                 |
| ------------------------------------------------------------------------ | -------------------- |
| Calder Cup Gewinner der AHL-Playoffs                                     | Adirondack Red Wings |
| F. G. „Teddy“ Oke Trophy Bestes Team der North Division, Reguläre Saison | Sherbrooke Canadiens |
| John D. Chick Trophy Bestes Team der South Division, Reguläre Saison     | Adirondack Red Wings |

### Individuelle Trophäen
| Auszeichnung                                                                                    | Spieler         | Team                 |
| ----------------------------------------------------------------------------------------------- | --------------- | -------------------- |
| Les Cunningham Award MVP der regulären Saison                                                   | Stéphan Lebeau  | Sherbrooke Canadiens |
| John B. Sollenberger Trophy Bester Scorer                                                       | Stéphan Lebeau  | Sherbrooke Canadiens |
| Dudley „Red“ Garrett Memorial Award Bester Rookie                                               | Stéphan Lebeau  | Sherbrooke Canadiens |
| Eddie Shore Award Bester Verteidiger                                                            | Dave Fenyves    | Hershey Bears        |
| Aldege „Baz“ Bastien Memorial Award Bester Torhüter                                             | Randy Exelby    | Sherbrooke Canadiens |
| Harry „Hap“ Holmes Memorial Award Torhüter mit dem geringsten Gegentorschnitt                   | Randy Exelby    | Sherbrooke Canadiens |
| Harry „Hap“ Holmes Memorial Award Torhüter mit dem geringsten Gegentorschnitt                   | François Gravel | Sherbrooke Canadiens |
| Louis A. R. Pieri Memorial Award Bester Trainer                                                 | Tom McVie       | Utica Devils         |
| Fred T. Hunt Memorial Award Für den Spieler, der durch Fairness, Einsatz und Hingabe herausragt | Murray Eaves    | Adirondack Red Wings |
| Jack A. Butterfield Trophy MVP der Calder-Cup-Playoffs                                          | Sam St. Laurent | Adirondack Red Wings |